# Weyl-Tensor
Der Weyl-Tensor oder Weyl-Krümmungstensor {\displaystyle C_{abcd}} ist ein Tensor 4. Stufe, der in der allgemeinen Relativitätstheorie (ART) die Rolle des Riemann-Krümmungstensor {\displaystyle R_{abcd}} in den Feldgleichungen für den materiefreien Raum übernimmt (Vakuumlösungen). Er ist nach Hermann Weyl benannt.
Wie der Riemannsche Krümmungstensor drückt er die gravitativen Gezeitenkräfte aus, die im Rahmen der ART auf einen frei fallenden ausgedehnten Körper ausgeübt werden. Er wird aus dem Riemannschen Krümmungstensor gebildet, indem verschiedene Spuren (erzeugt mit Tensorverjüngung) abgezogen werden, so dass der Weyl-Krümmungstensor im Gegensatz zum vollen Riemann-Krümmungstensor spurfrei ist. Zudem drückt er im Gegensatz zum vollen Riemann-Krümmungstensor die Formänderungen durch die Gezeitenkräfte aus, erfasst aber nicht die Volumenänderung, die der Ricci-Tensor beschreibt, der durch einfache Spurbildung aus dem Riemann-Krümmungstensor entsteht. Der Weyl-Tensor der ART stimmt im materiefreien Raum (Vakuumlösungen der Feldgleichungen), wo der Ricci-Tensor verschwindet,  mit dem Riemann-Krümmungstensor überein und beschreibt damit die Ausbreitung von Gravitationswellen.
Der Weyl-Tensor ist in {\displaystyle n=2} oder {\displaystyle n=3} Dimensionen gleich Null. In vier und mehr Dimensionen ist er im Allgemeinen von Null verschieden.
In Tensor-Notation ist der Weyl-Krümmungstensor:
{\displaystyle C_{abcd}=R_{abcd}-{\frac {1}{n-2}}\left(R_{ac}g_{bd}-R_{ad}g_{bc}+R_{bd}g_{ac}-R_{bc}g_{ad}\right)+{\frac {1}{(n-1)(n-2)}}\left(g_{ac}g_{bd}-g_{ad}g_{bc}\right)R},
und in der ART mit {\displaystyle n=4}:
{\displaystyle C_{abcd}=R_{abcd}-{\frac {1}{2}}\left(R_{ac}g_{bd}-R_{ad}g_{bc}+R_{bd}g_{ac}-R_{bc}g_{ad}\right)+{\frac {1}{6}}\left(g_{ac}g_{bd}-g_{ad}g_{bc}\right)R}.
Dabei ist {\displaystyle g_{ab}} der metrische Tensor, {\displaystyle R_{ab}} der Ricci-Tensor und {\displaystyle R} die Skalarkrümmung (sie entsteht durch Spurbildung aus dem Riccitensor).
Der Weyl-Tensor hat dieselben Symmetrien wie der volle Riemann-Krümmungstensor:
{\displaystyle C_{abcd}^{}=-C_{bacd}=-C_{abdc}}
{\displaystyle C_{abcd}+C_{acdb}+C_{adbc}^{}=0}
Das Verschwinden der Spur lautet in Komponentenschreibweise (mit Einsteinscher Summenkonvention):
{\displaystyle {C^{a}}_{bac}=0.}
In vier Raumzeitdimensionen ({\displaystyle n=4}) hat er zehn unabhängige Komponenten. Allgemein hat er für {\displaystyle n\geq 3}
{\displaystyle N={\frac {(n-3)n(n+1)(n+2)}{12}}}
unabhängige Komponenten.
Die zuvor für den Weyl-Tensor benutzte Darstellung mit Abhängigkeit vom Riemannschen Krümmungstensor lässt jedoch keinen Bezug zur Verteilung von Massen und Energie erkennen, die im materiebehafteten Raum die Formänderung eines frei fallenden Körpers bewirken.
{\displaystyle \nabla ^{a}C_{abcd}=J_{bcd}=8\pi G(\nabla _{c}T_{bd}-\nabla _{d}T_{bc}-\textstyle {\frac {1}{3}}(\nabla _{c}T_{\lambda }^{\lambda }{\text{ }}g_{bd}-\nabla _{d}T_{\lambda }^{\lambda }{\text{ }}g_{bc}))}
Die obige Formel zeigt, wie der Weyl-Tensor {\displaystyle C_{abcd}} mit der Verteilung von Massen und Energien {\displaystyle T_{ab}}, ihrem Skalar und der Metrik zusammenhängt.
Mit Hilfe der durch eckige Klammern gebildeten symmetrischen Tensor-Anteile lässt sich der Weyl-Tensor kürzer schreiben
{\displaystyle \nabla ^{a}C_{abcd}=8\pi G{\text{ }}(\nabla _{[c}T_{d]b)}+{\frac {1}{3}}g_{b[c}\nabla _{d]}T)}
Während Weyl-Tensor {\displaystyle C_{abcd}} und der Energie-Masse-Tensor {\displaystyle T_{ab}} über eine Differentialgleichung erster Ordnung verknüpft sind, steht der Ricci-Tensor {\displaystyle R_{ab}} in einer algebraischen Beziehung zu {\displaystyle T_{ab}} über die Einsteinschen Feldgleichungen.
Da er bei konformen Transformationen der Metrik {\displaystyle g_{ij}\to \lambda g_{ij}} invariant ist, wird der Weyl-Tensor auch konformer Tensor genannt. Im Minkowski-Raum verschwindet der Weyl-Tensor und ebenso in jedem konform flachen Raum (dessen Metrik also über eine konforme Transformation mit der eines Minkowski-Raums verbunden ist).
Da der Weyl-Tensor in die Vakuum-Feldgleichungen eingeht, spielt er auch eine Rolle in der Klassifizierung von deren Lösungen (Petrow-Klassifizierung). Er dient der geometrischen Analyse von Raumzeiten (Singularitäten der Krümmung, asymptotisch flache Raumzeiten u. a.). Daraus lassen sich Invariante wie der Kretschmann-Skalar ableiten.